# رئیس پارلمان گرجستان
رئیس پارلمان گرجستان یا رئیس مجلس گرجستان ( گرجی: საქართველოს პარლამენტის თავმჯდომარე ) رئیس ( و همچنین سخنگو ) پارلمان گرجستان است . سخنران و رئیس مجلس در حال حاضر، شالوا پاپواشویلی است که از 29 دسامبر 2021 آغاز شده است.
پارلمان گرجستان دارای پیشینه ای با شرح زیر است:
شورای ملی (مه 1918 – اکتبر 1918)، مجلس پارلمانی (موقت) ( – )، مجلس مؤسسان ( – )، پارلمان (1921)، شورای عالی جمهوری سوسیالیستی شوروی گرجستان (1921 – 1990) و شورای عالی جمهوری گرجستان (1990 – 1992).
بیشینه دستمزد رئیس پارلمان، 13000 لاری در ماه است. 
بر اساس قانون اساسی در گرجستان، در صورتی که رئیس‌جمهور پیش از پایان دوره ریاست‌جمهوری خود به دلایلی همچون درگذشت، استعفا یا برکناری از سمت خود، جایگاه خود را از دست بدهد، رئیس پارلمان ، رئیس‌جمهور موقت گرجستان می‌شود. نینو برجانادزه تنها رئیس مجلسی ( و سخنران ) است که به عنوان سرپرست ریاست جمهوری فعالیت کرده است، او این کار را در دو نوبت انجام داد: پس از استعفای رئیس جمهور ادوارد شواردنادزه در سال 2003 و پس از اینکه رئیس جمهور میخائیل ساکاشویلی برای مدت کوتاهی از سمت خود کنار رفت و به دلیل ناآرامی های سیاسی در این کشور، انتخابات زودهنگام را اعلام کرد.

## لیست رئیس های مجلس

### رئیس شورای ملی
- نیکولای چخیدزه 26 مه 1918 – 8 اکتبر 1918

### رئیس مجلس شورای اسلامی
- نیکولای چخیدزه 8 اکتبر 1918 – 12 مارس 1919

### رئیس مجلس مؤسسان
- نیکولای چخیدزه 12 مارس 1919 – 25 فوریه 1921

### رئیس مجلس
- نیکولای چخیدزه 25 فوریه 1921 – 16 مریخ 1921

### رؤسای شورای عالی
| شمار | نام (زاده–درگذشته)             | نمایه | آغاز به کار    | پایان کار     | حزب                               |
| ---- | ------------------------------ | ----- | -------------- | ------------- | --------------------------------- |
| 1    | Zviad Gamsakhurdia (1939–1993) |       | 14 نوامبر 1990 | 14 آپریل 1991 | Round Table — Free Georgia        |
| 2    | Akaki Asatiani (1953–)         |       | 14 آپریل 1991  | 6 ژانویه 1992 | Union of Georgian Traditionalists |

### رؤسای پارلمان گرجستان
| No. | Name (Born–Died)              | Picture | Took office   | Left office    | Party                        |
| --- | ----------------------------- | ------- | ------------- | -------------- | ---------------------------- |
| 1   | Vakhtang Goguadze (1940–2007) |         | 4 نوامبر 1992 | 25 نوامبر 1995 | Union of Citizens of Georgia |

### رئیس پارلمان گرجستان
| شمار | نام (زاده–درگذشت)                | نمایه          | آغاز به کار    | پایان کار      | حزب                                                                  |
| ---- | -------------------------------- | -------------- | -------------- | -------------- | -------------------------------------------------------------------- |
| 1    | ادوارد شواردنادزه (1928–2014)    |                | 4 نوامبر 1992  | 25 نوامبر 1995 | مستقل                                                                |
| 2    | زوراب ژوانیا (1963–2005)         |                | 25 نوامبر 1995 | 20 نوامبر 1999 | Union of Citizens of Georgia                                         |
| 2    | زوراب ژوانیا (1963–2005)         | 20 نوامبر 1999 | 1 نوامبر 2001  |                | Union of Citizens of Georgia                                         |
| 3    | نینو بورجانادزده (1964–)         |                | 9 نوامبر 2001  | 22 آوریل 2004  | Union of Citizens of Georgia ↓ Burjanadze-Democrats ↓ جنبش اتحاد ملی |
| (3)  | نینو بورجانادزده (1964–)         | 22 آوریل 2004  | 7 ژوئن 2008    | جنبش اتحاد ملی |                                                                      |
| 4    | Davit Bakradze (1972–)           |                | 7 ژوئن 2008    | 21 اکتبر 2012  | جنبش اتحاد ملی                                                       |
| 5    | David Usupashvili (1968–)        |                | 21 اکتبر 2012  | 18 نوامبر 2016 | Republican Party of Georgia (رویای گرجی)                             |
| 6    | ایراکلی کوباخیدزه (1978–)        |                | 18 نوامبر 2016 | 21 ژوئن 2019   | رویای گرجی                                                           |
| -    | تامار چوگوشویلی (acting) (1984–) |                | 21 ژوئن 2019   | 25 ژوئن 2019   | رویای گرجی                                                           |
| 7    | آرچیل تالاکوادزه (1983–)         |                | 25 ژوئن 2019   | 24 آوریل 2021  | رویای گرجی                                                           |
| 8    | Kakha Kutchava (1979–)           |                | 27 آوریل 2021  | 24 دسامبر 2021 | رویای گرجی                                                           |
| 9    | شالوا پاپواشویلی (1976–)         |                | 29 دسامبر 2021 |                | رویای گرجی                                                           |

## همچنین ببینید
- رئیس جمهور گرجستان
- نخست وزیر گرجستان
- شورای عالی گرجستان